# جاك اغبرت
جاك اغبرت (بالإنجليزية: Jack Egbert)‏ هو لاعب كرة قاعدة أمريكي، ولد في 12 مايو 1983 في جزيرة ستاتن في الولايات المتحدة.

## وصلات خارجية
- جاك اغبرت على موقع دوري كرة القاعدة الرئيسي (الإنجليزية)
- جاك اغبرت على موقعبيزبول رفرنس.كوم (الدوري الرئيسي) (الإنجليزية)
- جاك اغبرت على موقعبيزبول رفرنس.كوم (الدوري الثانوي) (الإنجليزية)
- جاك اغبرت على موقع إي إس بي إن.كوم (أم.أل.بي) (الإنجليزية)
- جاك اغبرت على موقع مشجعي الرسوم البيانية (الإنجليزية)